# Maria do Carmo de Mello Rego
Maria do Carmo de Mello Rego (Estância de Lencho, Departamento de Cerro Largo, Uruguai, estima-se que entre 1839 — conforme consta em seu registro de óbito — e 1840 — 27 de outubro de 1909, Rio de Janeiro) foi uma escritora e viajante do século XIX.

## Vida
Pouco se sabe sobre a vida de Maria do Carmo antes de seu casamento com o general Francisco Rafael de Mello Rego, ocorrido em 18 de outubro de 1860, em Jaguarão, Rio Grande do Sul. Após o matrimônio, o casal passou a residir no Rio de Janeiro, até que Francisco Rafael foi nomeado presidente da província de Mato Grosso em 16 de novembro de 1887. Com isso, mudaram-se para Cuiabá, onde ele permaneceu no cargo até 6 de fevereiro de 1889.
Durante seu período no Mato Grosso, Maria do Carmo teve contato com diversos povos indígenas, especialmente os Bororos. Junto ao marido, adotou um menino órfão de sete anos, chamado Piududo (Beija-flor), posteriormente registrado como Guido.
Guido acompanhou os pais ao Rio de Janeiro, onde faleceu em 1892, vítima de uma doença grave. A perda do filho inspirou Maria do Carmo a escrever a obra intitulada Guido.

## Obra

Francis de la Porte, Conde de Castelnau. Vista de Mato Grosso – Cuiabá (século XIX).

O livro Guido, publicado em 1895, tem 42 páginas e foi impresso em formato pequeno (18 × 11,5 cm). Ele foi dividido em três capítulos e aborda a relação maternal construída entre a autora e o menino Guido, desde sua adoção em Mato Grosso até sua morte na Fazenda de São Paulo, no município de Mendes; a personalidade da criança, descrita como viva, inteligente e afetuosa; e o luto da autora diante da perda do filho.
A publicação de Guido contou com o incentivo do Visconde de Taunay, a quem Maria do Carmo havia enviado o relato. Coube ao próprio Taunay redigir o prefácio da obra, em tom elogioso e sensível. Ao longo do livro, a autora deixa claro que sua intenção com a publicação era preservar a memória de Guido.
Também em 1895, publicou o texto “Rosa, a Bororó” na Revista Brazileira, dedicado a uma jovem indígena bororo.
Lembranças de Matto Grosso (1897), reeditado pela Fundação Júlio Campos em 1993, reúne as impressões da autora sobre a viagem realizada do Rio de Janeiro a Cuiabá, percorrendo parte do trajeto por via fluvial a bordo do vapor inglês Trent, navegando pelo Rio Paraguai. A obra descreve episódios da viagem, bem como cenas do cotidiano da capital mato-grossense no final do século XIX, incluindo aspectos da geografia urbana, da cultura local, de lendas regionais e da sociabilidade feminina. Com 79 páginas impressas em pequeno formato (aproximadamente 18,5 × 11,5 cm), a obra foi dedicada ao Visconde de Taunay, que já havia prefaciado o livro anterior da autora, Guido.
Em 1899, publicou Artefactos Indígenas de Matto Grosso, obra editada pela Imprensa Nacional em parceria com o Arquivo do Museu Nacional. O livro é considerado uma contribuição de grande relevância para a etnologia dos povos Nambiquara e Paresi.
Sua escrita de caráter confessional abordava sentimentos como a culpa pela perda do filho indígena, a saudade do lar e reflexões sobre o trajeto entre Montevidéu e o Brasil. A influência militar do marido também se reflete em sua obra, que frequentemente expressa um saudosismo em relação a instituições como a Marinha.
Em 1929, um texto de Maria do Carmo foi o primeiro de autoria feminina a ser publicado na revista do então Centro Matogrossense de Letras. Intitulado "Curupira: Lenda Cuiabana", o artigo integrou a seção “Páginas Esquecidas” e consistia em uma republicação de trechos de Lembranças de Matto Grosso.